# Kizuna AI
Kizuna AI (jap. キズナアイ Kizuna Ai) – japońska vtuberka aktywna od 2016 roku. Prowadzi trzy kanały na YouTube (A.I Channel, A.I. Games i A.I Channel China), które zebrały ponad 4 mln subskrypcji; natomiast w chińskim serwisie Bilibili jej działalność śledzi kolejny milion subskrybentów. Pierwsze klipy na swoim kanale A.I.Channel, w serwisie YouTube, opublikowała 29 listopada 2016 roku; drugi kanał, A.I. Games, poświęcony tematyce gier, otworzyła w marcu 2017 roku; natomiast jej trzeci kanał, A.I.Channel China, przeznaczony dla chińskich użytkowników serwisu, został uruchomiony w czerwcu 2019 roku.